# Mario Toccabelli
Mario Toccabelli (Vestone, 2 luglio 1889 – Siena, 14 aprile 1961) è stato un arcivescovo cattolico italiano.

## Biografia
Nato a Vestone il 2 luglio 1889, fu ordinato presbitero il 6 aprile 1912. Venne nominato vescovo di Alatri il 16 settembre 1930 e consacrato il successivo 26 ottobre dall'arcivescovo Giacinto Gaggia, co-consacranti i vescovi Emilio Bongiorni e Domenico Menna. Prese possesso della diocesi il 6 gennaio 1931.
Il 1º aprile 1935 fu nominato arcivescovo metropolita di Siena. Durante il suo incarico chiese ed ottenne da papa Pio XII la proclamazione di Santa Caterina da Siena a patrona d'Italia, avvenuta il 5 maggio 1939. Morì a Siena il 14 aprile 1961.

## Genealogia episcopale e successione apostolica
La genealogia episcopale è:
- Cardinale Scipione Rebiba
- Cardinale Giulio Antonio Santori
- Cardinale Girolamo Bernerio, O.P.
- Arcivescovo Galeazzo Sanvitale
- Cardinale Ludovico Ludovisi
- Cardinale Luigi Caetani
- Cardinale Ulderico Carpegna
- Cardinale Paluzzo Paluzzi Altieri degli Albertoni
- Papa Benedetto XIII
- Papa Benedetto XIV
- Cardinale Enrico Enriquez
- Arcivescovo Manuel Quintano Bonifaz
- Cardinale Buenaventura Córdoba Espinosa de la Cerda
- Cardinale Giuseppe Maria Doria Pamphilj
- Papa Pio VIII
- Papa Pio IX
- Cardinale Raffaele Monaco La Valletta
- Cardinale Francesco Satolli
- Arcivescovo Giacinto Gaggia
- Arcivescovo Mario Toccabelli

La successione apostolica è:
- Vescovo Cesar Francesco Benedetti, O.F.M. (1951)